# Saletrzak
Saletrzak – nazwa handlowa nawozu mineralnego składającego się pierwotnie z azotanu amonu (NH
4NO
3) i mielonego wapienia (główny składnik: CaCO
3). Później zamiast części wapienia zaczęto stosować dodatkowo dolomit (zawierający MgCO
3).
Jest to nawóz uniwersalny – dla wszystkich roślin, na wszystkie gleby i do stosowania w różnych porach roku i wegetacji roślin. Nie zakwasza gleby. Zawiera azot o szybkim działaniu (azotanowy) i powolnym (amonowy). Z powodu dużej higroskopijności produkowany w granulkach. Zawiera ok. 28% azotu oraz kilka procent wapnia i magnezu.